# Cedro-do-líbano

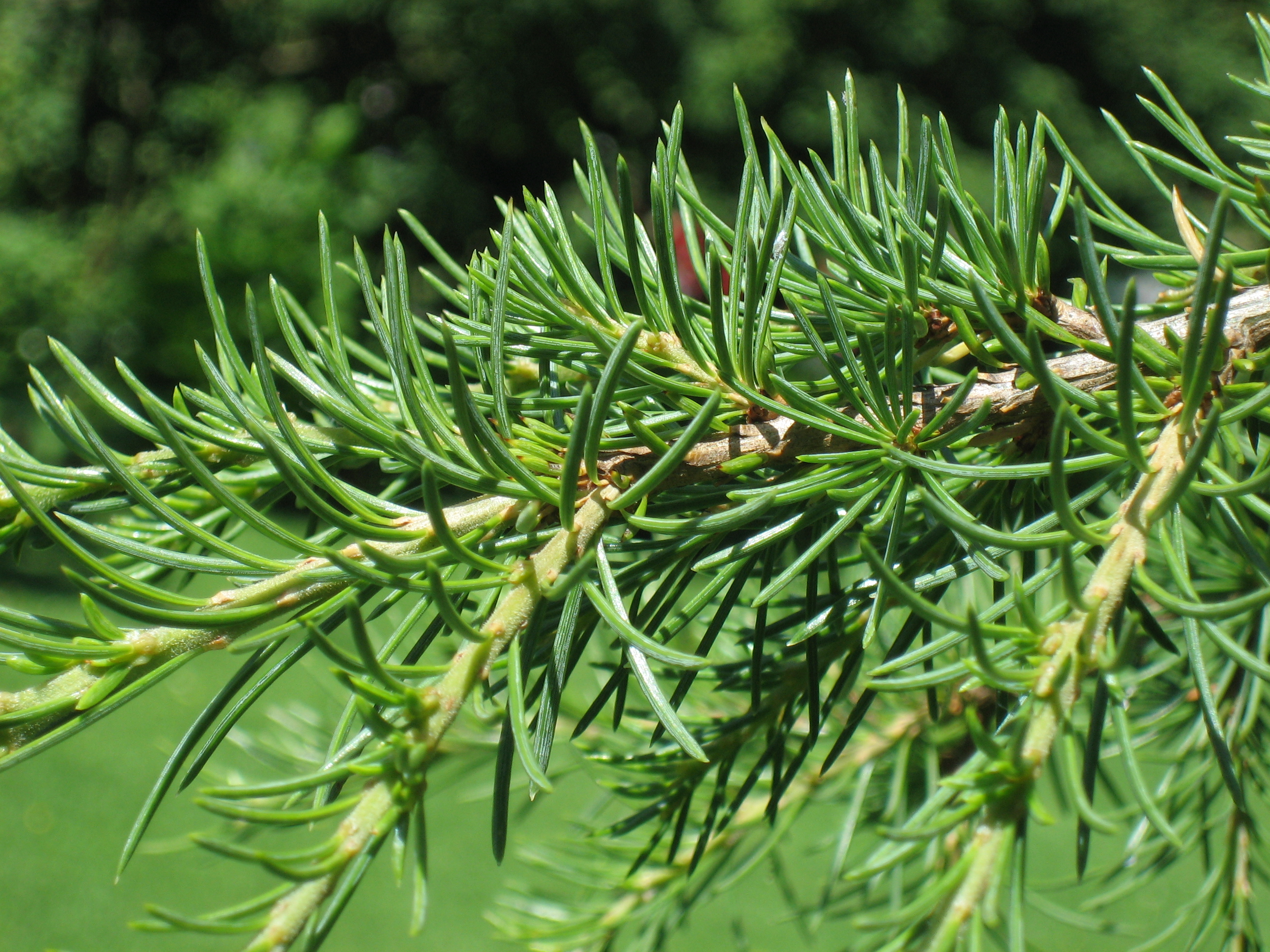
Folhagem do cedro-do-líbano

Cedrus libani, conhecido pelas designações vernáculas de cedro-do-Líbano é uma árvore conífera, majestosa, nativa das montanhas da região mediterrânica, no Líbano, Síria Ocidental, Turquia centro-meridional e Chipre. Algumas variedades consideradas como espécies distintas por alguns autores ocorrem a sudoeste da Turquia e nas montanhas do norte de Marrocos e da Argélia, no noroeste africano. São elas:
- Cedrus libani var. libani (cedro-do-Líbano propriamente dito): Líbano, Síria ocidental e Turquia centro-meridional.
- Cedrus libani var. stenocoma (Cedro-da-Turquia): sudoeste da Turquia;
- Cedrus libani var. brevifolia (Cedro-do-Chipre): Chipre
- Cedrus libani var. atlantica (Cedro-do-Atlas: Cedrus atlantica): Atlas e Rife (Marrocos e Argélia).

No Líbano e na Turquia é abundante principalmente a altitudes entre os mil e dois mil metros, onde constitui florestas puras ou mistas com abetos-da-cilícia (Abies cilicica), pinheiro-larício (Pinus nigra) e várias espécies do género Juniperus. Em Chipre, ocorre entre os 1000 e os 1525 metros de altitude (atingindo o cume do monte Pafos), e nos montes Atlas dos 1300 aos 2200 metros de altitude, em florestas puras ou mistas com abetos-da-numídia (Abies numidica), zimbros, carvalhos e plátanos.
A árvore tem folhagem perene. Tem copa em forma de cone quando jovens e copa rasa com andares distintos quando na forma adulta. Os ramos são dimórficos: com pequenos (braquiblastos) e grandes (macroblastos) ramos. As folhas, com forma de agulhas espaçadas nos ramos maiores e em grupos de 15 a 45 folhas nos ramos menores. As folhas medem de 5 a 30 mm de comprimento, são quadrangulares em secção transversal, variando do verde para o glauco azul-esverdeado, com bandas estomáticas nas quatro faces.
Os estróbilos (pinhas) são produzidos geralmente de dois em dois anos, amadurecendo 12 meses após a polinização; os estróbilos maduros, no mês de Outubro, medem cerca de 8 a 11 cm de comprimento e 4 a 6 cm de diâmetro, são resinosos e abrem para dispersar as sementes aladas ao longo do inverno. As sementes medem cerca de 15 mm de comprimento e 6 mm de diâmetro, com uma asa triangular de 20 a 25 cm de comprimento. A primeira aparição dos estróbilos ocorre, em geral, quando a planta tem cerca de 20 a 40 anos. É uma árvore de grande longevidade, podendo viver durante séculos.
A variante conhecida como cedro-do-Atlas (Cedrus atalntica (Endll.) Carr.), caracteriza-se pelos estróbilos subcilíndricos, de 5 a 8 cm de comprimento por 3 a 5 cm de diâmetro, folhas glaucas e  rebentos pubescentes (com "pelos"), distinguindo-se da variedade comum de cedro-do-Líbano (sendo, por isso, considerada por alguns autores como uma espécie à parte) que apresenta rebentos glabros (sem "pelos") e estróbilos com forma de barril, com 7 a 12 cm de comprimento por 4 a 8 cm de diâmetro.

## Características Ecológicas
Quanto ao clima o cedro-do-Líbano é pouco tolerante à sombra, por isso prefere as posições onde existe sol total (as árvores jovens podem crescer em sombra parcial, mas vão eventualmente necessitar de sol total para realizar o seu potencial), além do mais nasce naturalmente onde exista pequenos aguaceiros no verão, sendo também bastante tolerante à seca.
Relativamente aos solos, esta espécie necessita de uma boa drenagem, não suportando solos muito argilosos e não crescendo com sucesso em áreas onde a qualidade do solo é pobre (falta de nutrientes). Tem facilidade o seu crescimento e disseminação em terras ácidas e em solos finos sob pedra calcária.

## História, uso e simbolismo

A bandeira do Líbano, com um cedro no centro.

A importância do cedro-do-líbano em diversas civilizações clássicas compreende-se pela diversidade de usos possíveis. A sua madeira, homogénea e aromática, foi bastamente utilizada na antiguidade, pelos Fenícios, para construir as suas embarcações militares e comerciais, bem como para a construção de templos e habitação. Os Egípcios utilizavam a sua resina na prática da mumificação - encontram-se, de facto, vestígios da sua serradura nos túmulos dos Faraós. Papiros antigos comprovam a grande comercialização entre o Líbano e o Egito desta madeira de distinção. Era ainda costume queimar-se este tipo de cedro em diversas cerimónias solenes. Moisés aconselhava os sacerdotes judaicos a utilizarem a sua casca durante a circuncisão e no tratamento da lepra. De acordo com o Talmude, os Judeus queimavam madeira de cedro-do-líbano no Monte das Oliveiras para anunciar o início do ano novo. Vários reis da região, bem como de países distantes, procuravam a sua madeira para as suas construções civis ou religiosas - sendo o caso mais famoso o da construção do Templo de Salomão em Jerusalém, bem como os Palácios de David e Salomão. A árvore é, aliás, mencionada 75 vezes na Bíblia. Foi ainda utilizada frequentemente pelos Romanos, Gregos, Assírios e Babilónios.
É o símbolo nacional do Líbano, onde é ostentado na bandeira nacional. Foi ainda o símbolo da Revolução dos Cedros, além de ser adoptado como insígnia de diversos partidos políticos do Líbano. Está também no brasão da Igreja Maronita, vertente da Igreja Católica no Líbano.

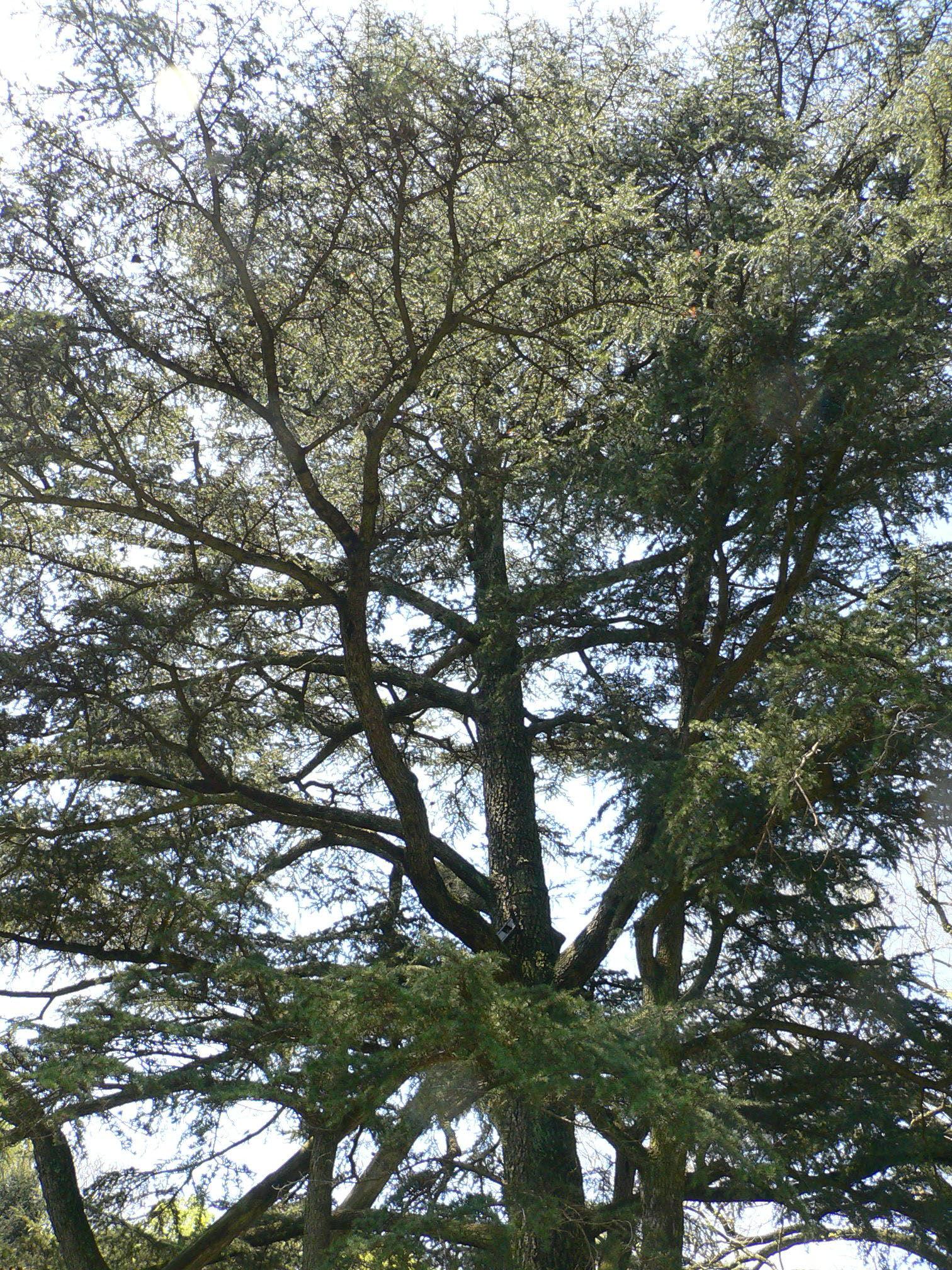
Um cedro-do-líbano plantado nos Longwood Gardens

Como resultado da sua exploração constante ao longo da história, poucas árvores antigas restam no Líbano, o que justificou a implementação de um programa ambiental para a conservação e regeneração das suas florestas. 
Um pequeno conjunto remanescente, conhecido como Horsh Arz el-Rab é considerado patrimônio mundial pela UNESCO.
O plantio extensivo tem também sido levado a cabo na Turquia, onde cerca de 30 000 ha de cedros são plantados anualmente.
É uma árvore ornamental bastante comum por todo o mundo, em parques, jardins e avenidas. No sul de França existem várias plantações, principalmente da variante atlantica, para a produção de madeira.

## Propagação
O Cedrus Libani propaga-se através da semente, plantada o mais cedo possível quando rebentam. Um Cedro do Líbano maduro, especialmente um com múltiplos patamares, irão ser tão largos como é alto, e uma espécie verdadeiramente pitoresca.